# Kościół św. Andrzeja Boboli w Bydgoszczy

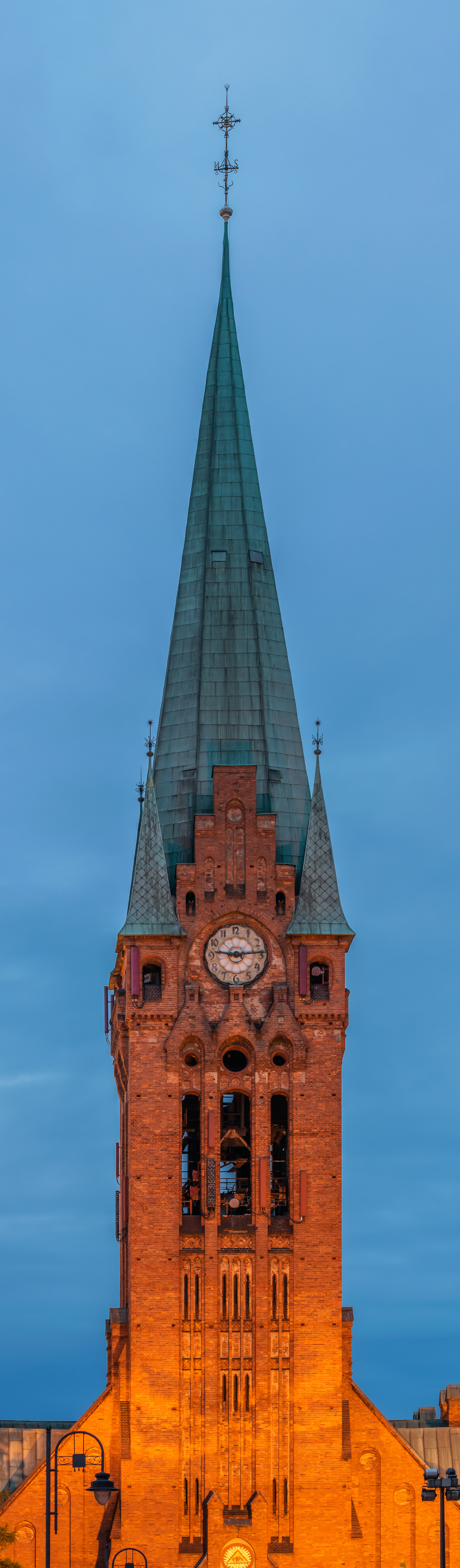
Dzwonnica o zmierzchu

Kościół św. Andrzeja Boboli – kościół położony w Bydgoszczy, którego patronem jest św. Andrzej Bobola. 

## Położenie
Kościół znajduje się przy Placu Kościeleckich, w obrębie Starego Miasta w Bydgoszczy. Ze Starego Rynku do świątyni prowadzi ulica Teofila Magdzińskiego. 

## Historia
Kościół zbudowano w  latach 1901-1903 r. dla gminy ewangelicko-unijnej jako farę ewangelicką pw. Świętego Krzyża. Był on następcą poprzedniej świątyni  zbudowanej w Bydgoszczy w 1787 r.
Świątynia powstała na obszarze zniwelowanej dawnej wyspy zamkowej, gdzie do 1656 r. znajdował się zamek starościński (w latach 1656-1895 w ruinie), zbudowany z polecenia Kazimierza Wielkiego.
Autorem projektu (1899-1901 r.) był berliński architekt Heinrich Seeling, znany z kilku reprezentacyjnych realizacji w Bydgoszczy (Teatr Miejski, kościół  im. Chrystusa Zbawiciela, kamienice przy ul. Jagiellońskiej i Gdańskiej). Rysunki i obliczenia konstrukcyjne wykonał w 1901 r. na zlecenie Seelinga O. Leitholf z Berlina. Odbiór budynku w stanie surowym nastąpił 22 października 1903 r.
Do 1945 r. kościół służył parafii ewangelicko-unijnej. W 1945 roku kościół został zajęty przez władze komunistyczne, a następnie przekazany katolikom. W okresie 1945–1946 był kościołem szkolnym szkół rzemieślniczych uzyskując wezwanie św. Józefa Rzemieślnika. Jesienią 1946 r. przejęli kościół jezuici, którzy powrócili do miasta po 166 latach i których dawna świątynia została zniszczona w czasie II wojny światowej.
Przeprowadzono wówczas remont zdewastowanego kościoła i nadano mu patrona św. Andrzeja Bobolę. Pierwsi powojenni jezuici w Bydgoszczy – związani z Wilnem O. Władysław Wantuchowski i O. Jan Kurdziel – umieścili w ołtarzu głównym kopię obrazu Matki Bożej Ostrobramskiej. 
W 1967  r. przy kościele erygowano parafię św. Andrzeja Boboli. 
W latach 60. XX w. kościół był żywym centrum działalności charytatywno – misyjnej. Potem stał się centrum Klubu Inteligencji Katolickiej, najstarszym w mieście centrum ruchu oazowego (od 1977 r.) i Odnowy w Duchu  Świętym, a w latach 80. znanym miejscem modlitw za ojczyznę, zwłaszcza 13. dnia każdego miesiąca; a także centrum życia opozycji solidarnościowej i miejscem kontaktów środowisk opozycyjnych. W 1989 roku NSZZ “Solidarność” uznała go za kościół patronalny Regionu Bydgoskiego. 
W 1978 roku wieżę kościoła pokryto miedzianą blachą (w miejsce dachówki ceramicznej), a w 1996 roku decyzją władz miejskich otrzymał zewnętrzną iluminację świetlną.
Wznoszący się na wysokość 76,9 m (69,1 m bez krzyża) szczyt wieży kościoła stawia go na pierwszym miejscu wśród najwyższych budynków w Bydgoszczy (krzyż na kopule bazyliki św. Wincentego à Paulo znajduje się na wysokości 65 m, a trzynastopiętrowy wieżowiec przy ul. Konarskiego ma wysokość 52 m). Znajdujący się na wieży mechanizm zegarowy w lipcu 2014 został uszkodzony w wyniku uderzenia pioruna.

## Architektura

### Styl architektoniczny[5]
Kościół zbudowany został w stylu neogotyku charakterystycznym dla niemieckich zborów ewangelickich przełomu wieków XIX i XX. Świątynię wyróżniają charakterystyczne empory, kryształowe sklepienia oraz masywna wysoka wieża. Dzięki swej okazałości i monumentalności świątynia stanowi dominantę wschodniej części Starego Miasta w Bydgoszczy.
Jest to kościół orientowany, jednonawowy z węższym od nawy prezbiterium zamkniętym prostą ścianą. Do boków prezbiterium przylegają symetrycznie rozmieszczone aneksy. W północno-wschodni narożnik kościoła wkomponowano kaplicę pw. Najświętszej Marii Panny. Od zachodu dominantę stanowi wysoka wieża zwieńczona iglicą, ujęta szczycikami i wieżyczkami. Elewacje obiega ceglany fryz kordonowy. Wnętrze nakryte jest sklepieniami kryształowymi z gurtami. W fasadzie znajduje się bogato profilowany portal, zamknięty trójkątnym szczytem z wimpergą. Elewacje urozmaicone są ostrołukowo zamkniętymi blendami i oknami o różnorodnych wykrojach, szczytami zdobionymi sterczynami. Pierwotnie główne wejście do świątyni flankowała para kamiennych rzeźb przedstawiających klęczące anioły.

## Wyposażenie

### Ołtarz
W prezbiterium znajduje się duży obraz św. Andrzeja Boboli, będący kopią obrazu z poznańskiego kościoła Ojców Jezuitów.

### Organy
Największym zabytkiem kościoła są 42-głosowe (początkowo 48-głosowe, jedne z największych na Kujawach i Pomorzu a zarazem największe w Bydgoszczy) zabytkowe organy skonstruowane w 1903 roku przez znaną firmę Wilhelma Sauera, remontowane i przebudowane przez Josefa Goebla z Gdańska w roku 1940. Remont instrumentu przeprowadzono w 1947 r. przez bydgoską firmę P. Sobiechowskiego oraz w latach 1998-1999 r. przez organmistrza Stanisława Broszko.

## Imprezy
Od 2001 r. w kościele odbywają się Bydgoskie Wieczory Organowe, które na trwałe wpisały się już w życie muzyczne Bydgoszczy. Sprzyja temu dobra akustyka wnętrza świątyni. Koncerty są nawiązaniem do przedwojennej tradycji organizowania w świątyni koncertów symfonicznych i recitali słynnych organistów.
30 czerwca 2012 r. w świątyni odbyła się premiera pierwszego polskiego opartego na zasadach Teatru Tworzenia, awangardowego oratorium "Terrarium", którego autorami byli: Jarosław Pijarowski i Józef Skrzek. Wybrane fragmenty z tego widowiska ukazały się w limitowanej edycji na płycie Terrarium – Live in Bydgoszcz wydanej przez niemiecką wytwórnię Legacy Records w 2013 roku.

## Galeria

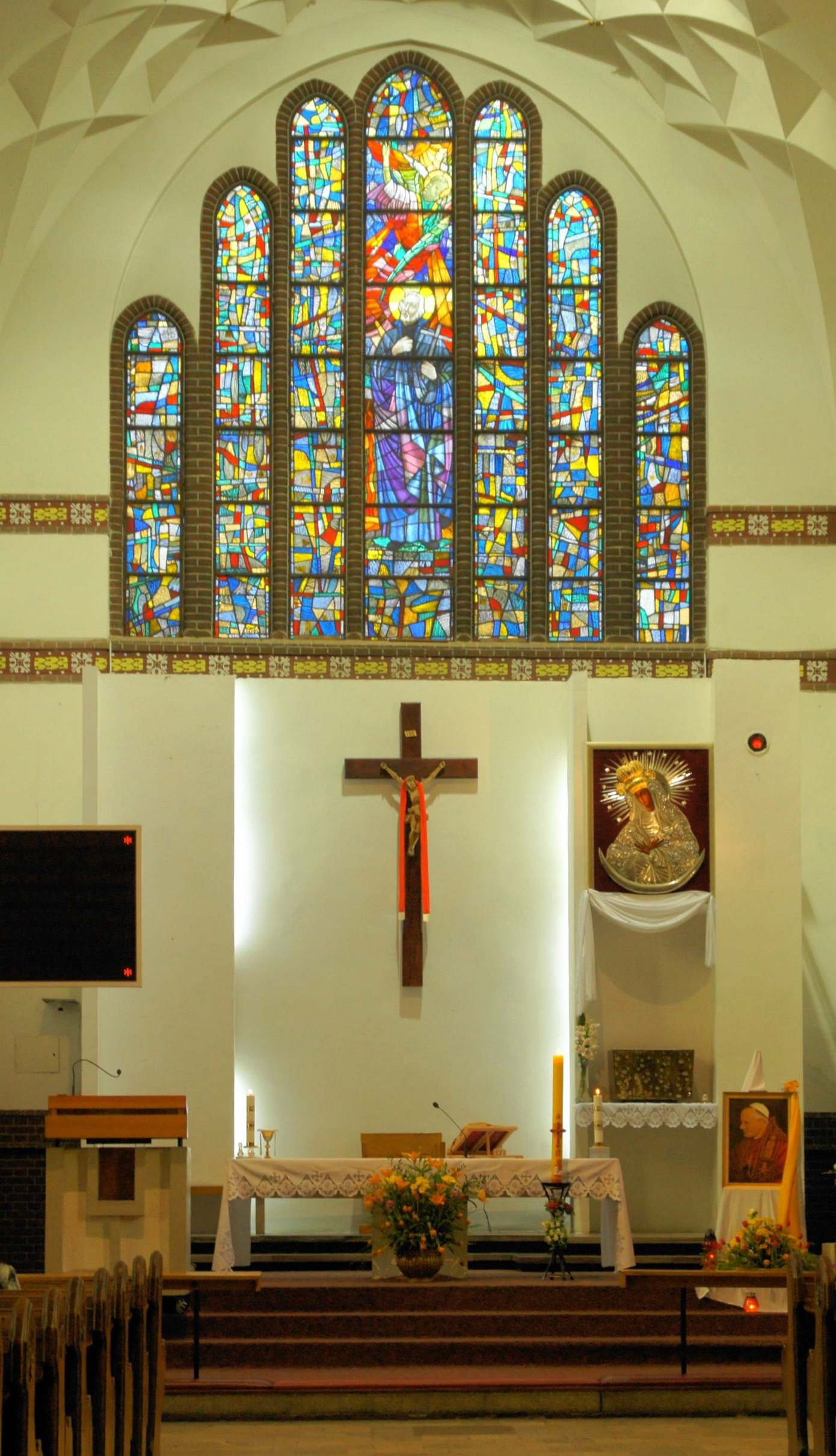
Ołtarz główny
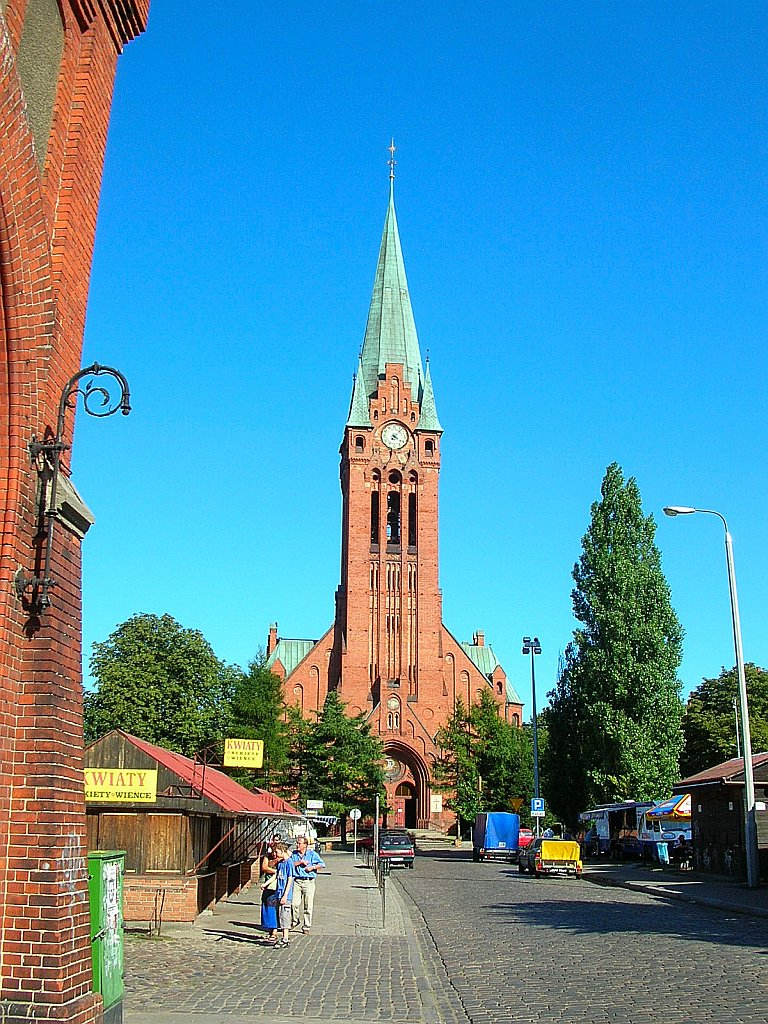
Widok od ul. Magdzińskiego
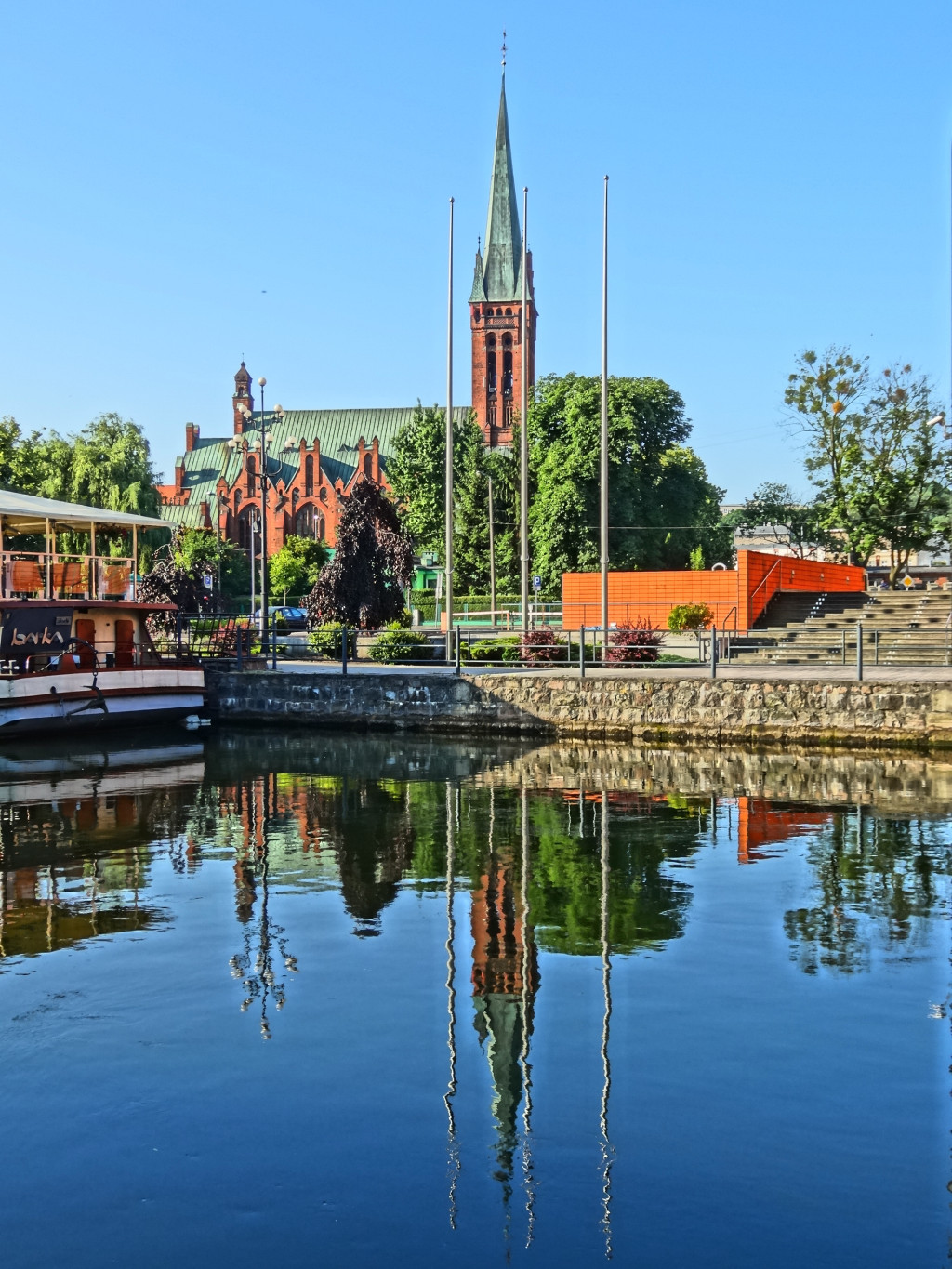
Od Brdy
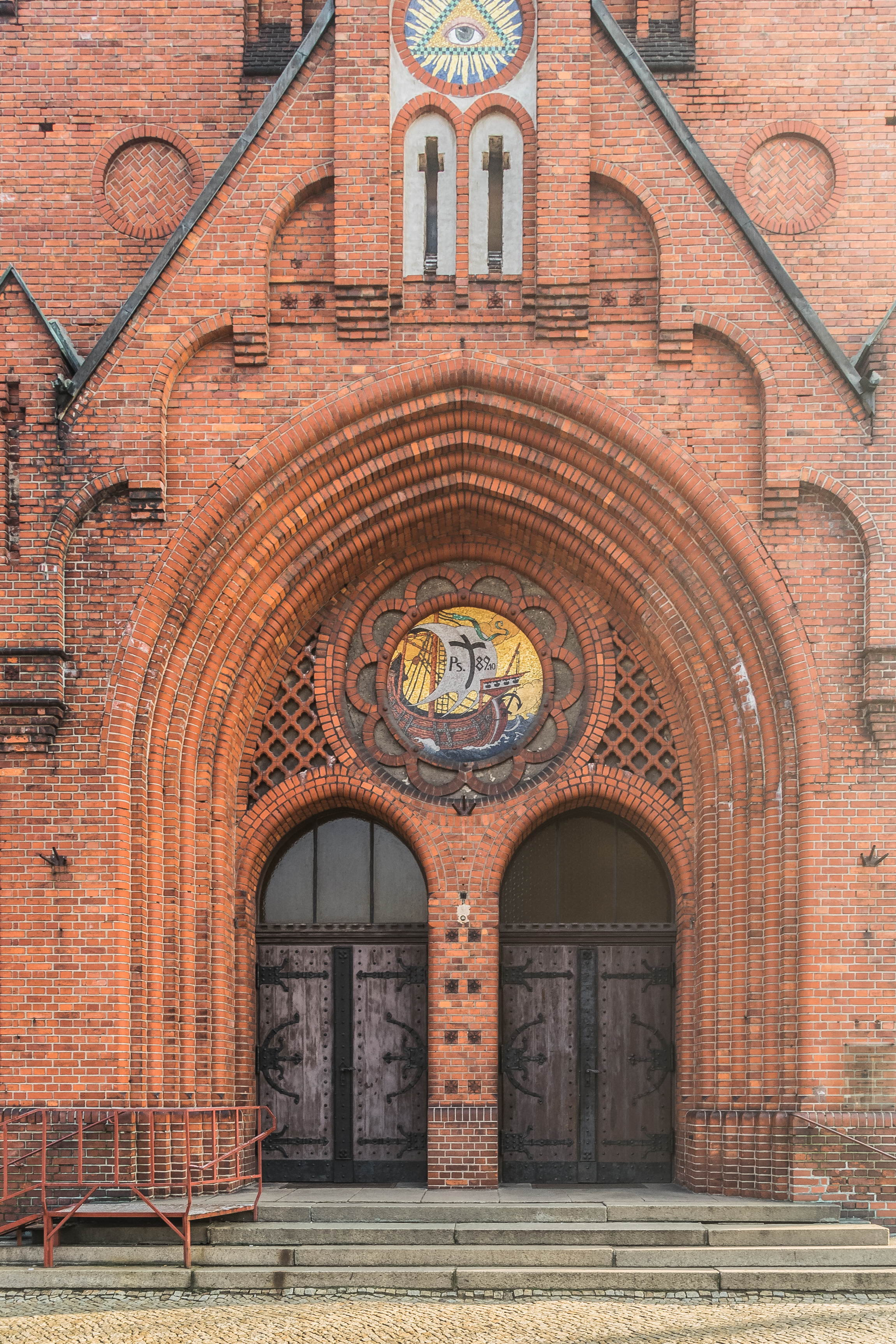
Portal
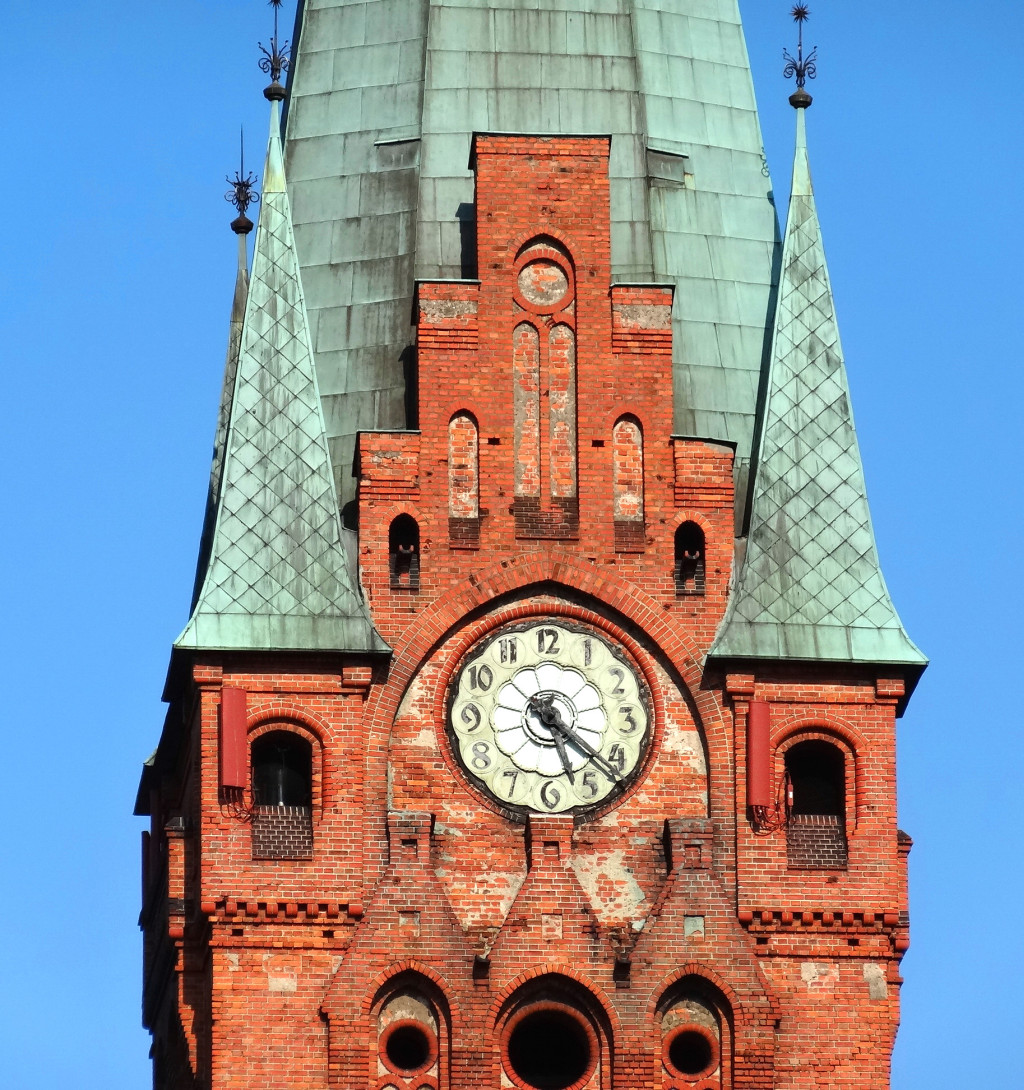
Wieża
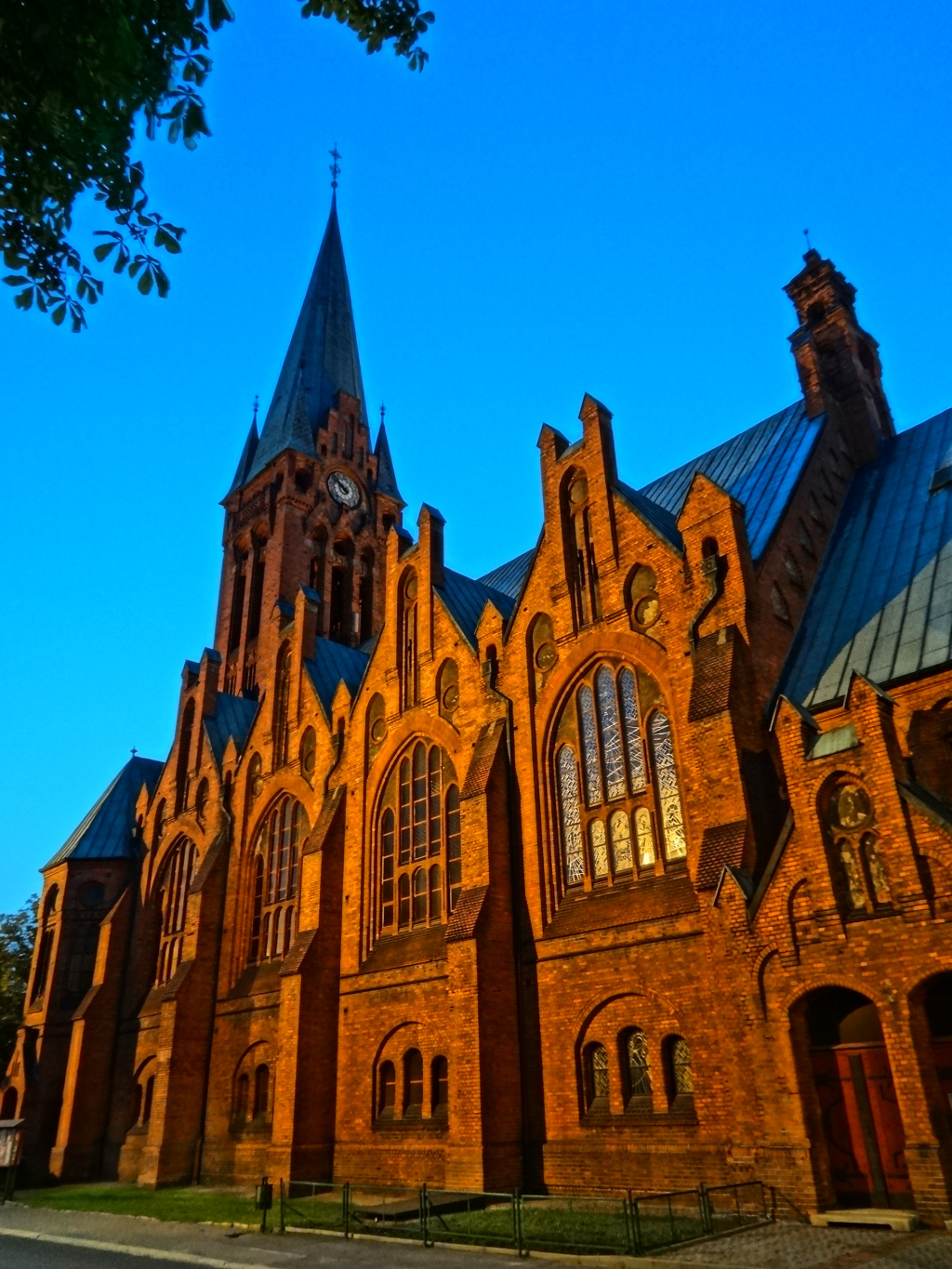
O zmierzchu
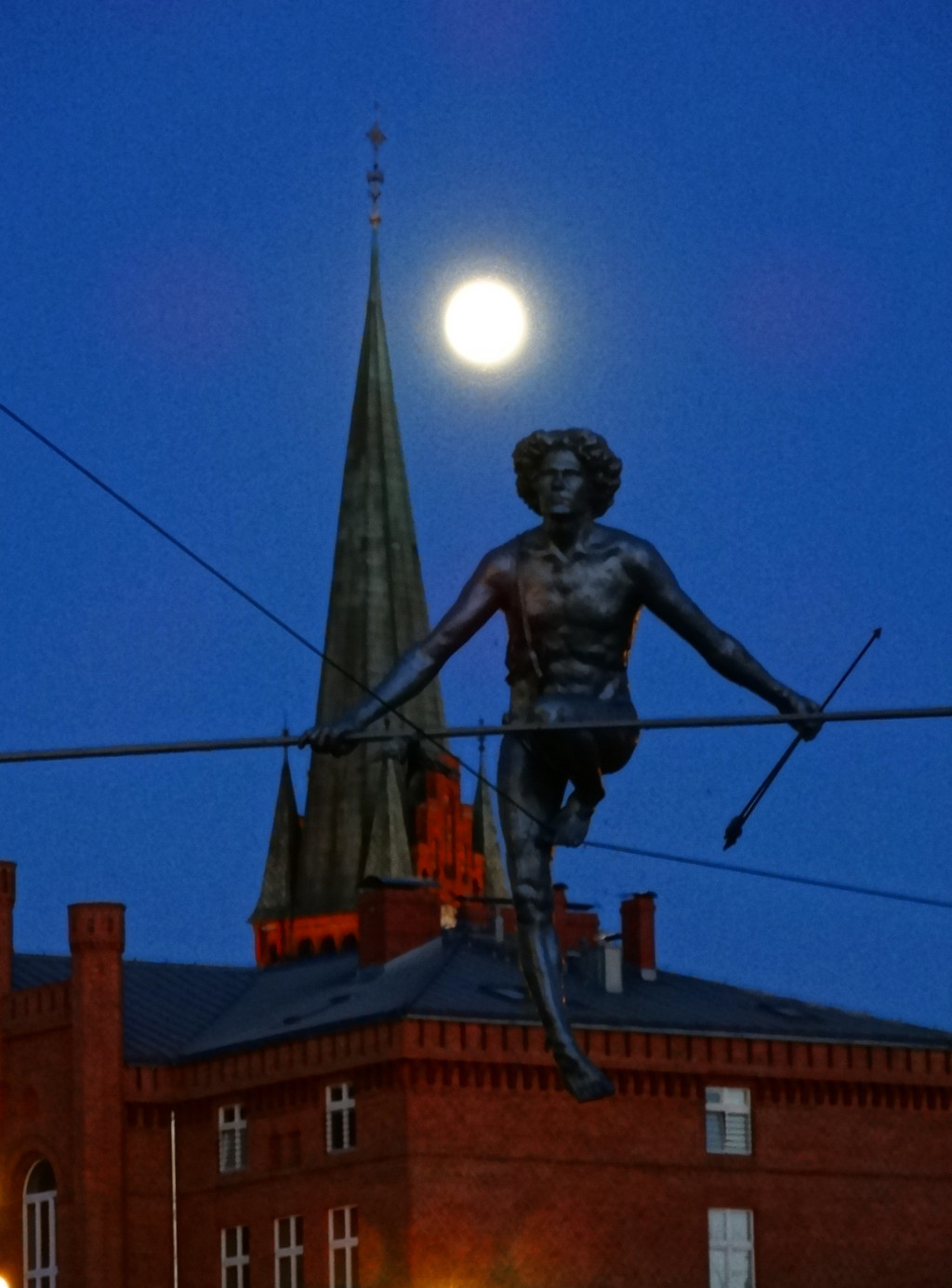
W świetle księżyca
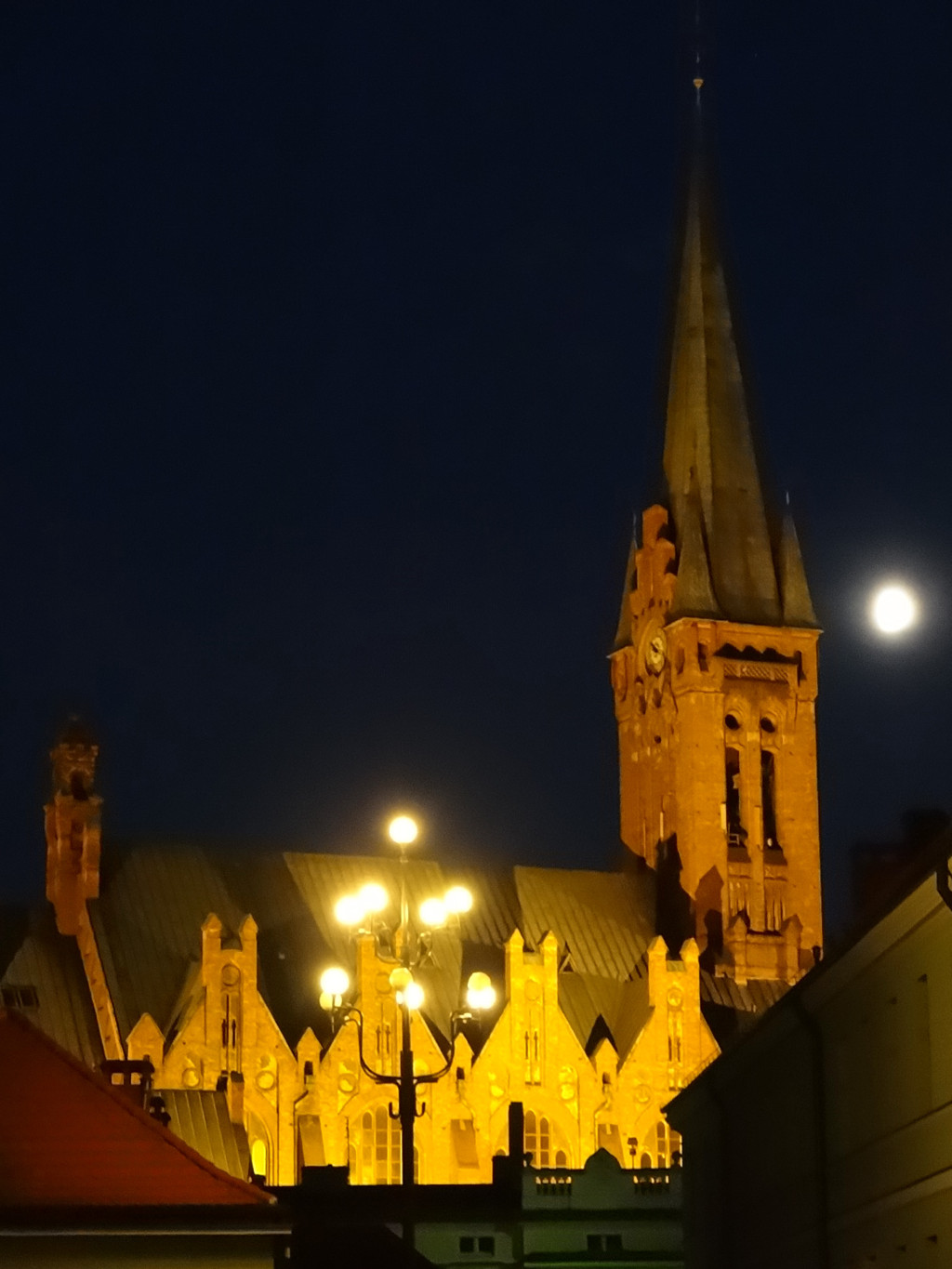
Nocą